# 札奇斯欽
札奇斯欽（1915年3月29日—2009年7月19日），札奇氏，漢名于寶衡，蒙古族，清末民初卓索圖盟喀喇沁右旗人（今內蒙古自治区赤峰市喀喇沁旗），出生於北京。中華民國政治人物、歷史學家，師從姚從吾。

## 生平
札奇家族连续八代担任喀喇沁右旗的管旗章京，在旗内地位仅次于札薩克和協理台吉。清末，札奇斯钦的伯父袭任管旗章京，而其父罗布桑车珠尔去王府附近的福会寺当喇嘛。由于伯父无嗣，喀喇沁王公贡桑诺尔布命令罗布桑车珠尔还俗，并在50岁那年生下第一个孩子，也就是札奇斯钦。札奇斯钦的父亲被流亡内地的十三世达赖喇嘛器重，在民国成立后，被委任为西藏驻京代表和代表西藏的国会议员。此外，罗布桑车珠尔还被民国政府赐予“辅国公”爵位。由于父亲长期在北京任职，札奇斯钦是在北京出生并且长大的，他因此兼通蒙汉两种语言，并且在1933年考入北京大学政治系，师从学者陶希圣、张奚若等人。他還曾留学日本，入早稻田大学学习。後回国，参加德王组织的蒙疆联合自治政府。
他曾任第一屆國民大會代表、中國國民黨第十至十二屆候補中央委員。後隨中華民國政府遷往台灣。歷任國立臺灣大學歷史系教授、國立政治大學邊政學系（後改名民族社會學系，現拆分為民族學系及社會學系）第二任系主任及研究所所長、文化大學史學系教授等。1970年代赴美國，任楊百翰大學亞洲研究系教授、英國倫敦大學亞非學院研究員，主要從事蒙古語言、歷史方面的研究。

## 著作
- 《蒙古秘史新譯並註釋》（聯經）
- 《蒙古黃金史釋註》（聯經）
- 《一位活佛的傳記》（聯經）
- 《蒙古文化與社會》（臺灣商務）
- 《我所知道的德王和當時的內蒙古》